# Galeta maria
Les galetes o bescuits maria són un tipus de bescuit bàsic molt típic a Espanya i Portugal i que té la particularitat que es pot sucar en llet calenta sense que es desfaci tan fàcilment com les altres, a causa de la seva escassa humitat (entre 1% i 6%). Són bescuits dissenyats per a ser menjats a l'esmorzar, simples, de baix preu i relatiu baix contingut en greix i sucre. En principi són rodons i a la primeria el nom corresponia al nom comercial d'una certa marca, però avui en dia el nom Maria s'ha generalitzat per a tots els bescuits similars, i de vegades també s'utilitza per a d'altres amb les mateixes característiques però amb una forma rectangular, si aquests no tenen gust de mantega.
Els bescuits maria es fabriquen i comercialitzen a diferents països (Espanya, Portugal, Holanda, Belarús, Ucraïna, Turquia, Mèxic, Uruguai, els Estats Units, Singapur, la Xina, Malàisia i el Japó) a tres continents del món, si bé de vegades, per exemple en alguns països asiàtics, aquests es diuen Marie. I no sols a Espanya, sinó a països tan diferents com l'Índia, Austràlia o Sud-àfrica les consideren part de llur cuina nacional.

## Origen

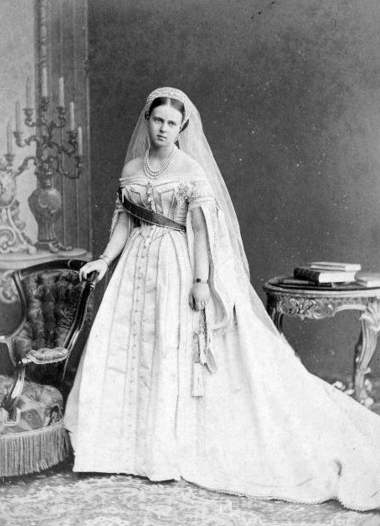
La duquessa Maria de Rússia

Els bescuits maria van ser creats a Londres el 1874 pel reboster Peek Freans, en avinentesa del casament de la gran duquessa Maria Alexandrova de Rússia amb el duc d'Edimburg, Alfred de Saxònia. Es van fer populars a tot Europa i especialment a Espanya, on el 40% de galetes venudes eren del tipus maria. Segurament en part gràcies a això, a inicis del segle XX les galetes maria van començar a produir-se en grans quantitats a Espanya. L'arribada de la Guerra Civil Espanyola, i més tard de la postguerra, va causar pobresa i sobretot manca de productes, en especial a les ciutats, on de vegades, pels bàndols que van perdre i per les classes socials menys acomodades, menjar una taronja o un tros de pa podia ser un luxe. Va ser llavors quan les galetes maria van esdevenir-hi part de la "cultura nacional". En acabar la guerra el govern va considerar prioritari tenir pa per alimentar tota la població i va fomentar el cultiu i comerç interior del blat sense posar limitacions. Hi va haver un moment en què n'hi havia massa i, com que no es podia exportar, els flequers van començar a fer aquestes galetes en grans quantitats, que es podien guardar durant llarg temps per si de cas venien mal dades i alhora era un producte econòmicament accessible a la majoria de persones. Tots els bars i cafeteries tenien galetes maria a l'aparador. En aquesta època aquest fet es va vendre com un senyal feliç de prosperitat i de recuperació econòmica estatal.

## Valor nutricional
Són galetes d'alt valor calòric, unes 500 kcal per cada 100 g de galeta, recomanades per a l'esmorzar amb llet i fruita, millor que en altres moments del dia i llevat que sigui en petites quantitats (per exemple, en una picada). Malgrat la seva aparença senzilla i, tot i que és un producte menys greixós que altres tipus de galetes, aquestes també tenen un alt contingut en glúcids (70% - 75%, aproximadament) i lípids (15% - 20%) i, encara que no a totes les marques, aquests lípids tendeixen a ser majoritàriament àcids grassos saturats. Algunes marques utilitzen additius innecessaris (conservants, homogeneizants, etc.) o prohibits (antioxidant BHA, de codi europeu E320), però no totes. La quantitat de proteïna és petita, entorn d'un 6%.

## Gastronomia

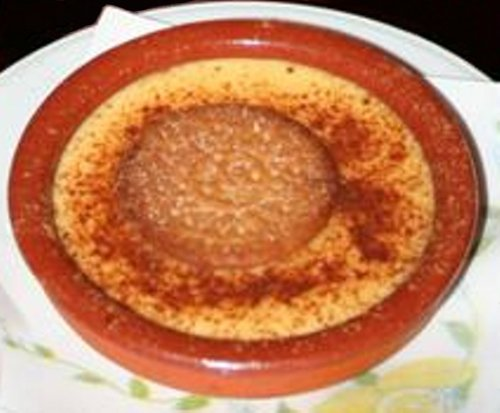
Crema amb un bescuit de tipus "maria"

Aquestes galetes es poden menjar soles o sucades en llet, cafè, xocolata desfeta, etc. Però la seva senzillesa ha fet que popularment hagin nascut altres maneres que han esdevingut més o menys habituals com, per exemple, untar-les amb crema de cacau i fer-ne "entrepans", fer entrepans amb un tros de gelat a dins, les galetes fregides (un dolç barceloní popular i tradicional que consisteix a untar-les de dos en dos amb melmelada o crema, fregir-les en oli i cobrir-les de sucre), els pastissos de galetes (amb capes de galetes i d'una crema, per exemple, de vegades mullades en cafè o altre líquid), les bases de nombroses pastissos, fets amb galetes maria trinxades i barrejades amb mantega i de vegades perfumades amb canyella, cacau o cafè, de vegades se'n posa una a sobre de cada plat de natilles o de crema, etc.
Les galetes maria s'utilitzen a la cuina dels Països Catalans també per a fer preparacions salades, per exemple bases com la picada o, també trinxades al morter, per a espessir salses (per exemple, la salvitxada) o per a arrebossats i gratinats.